# سنديان فش
سنديان فش الاسم العلمي(Quercus macrolepis) وهي من فصيلة جنس الزانية، هي شجرة متساقطة الأوراق لها ساق غليظة يبلغ
ارتفاعها 15 متر. أو أكثر أوراقها جلدية، طويلة الأعناق مفصصة بعمق إلى ثلاثة فصوص غير متساوية، أطرافها شويكة، سطحها العلوي
ذو لون أخضر داكن والسطح السفلي مغطى بأوبار ناعمة فضية، ثمارها عبارة عن بلوطات كبيرة جداً توجد منفردة أو في مجموعات
زوجية أو ثلاثية. قموعها مستديرة وكبيرة الحجم يصل قطرها إلى ثلاثة سنتيمترات تقريباً وتكون مغطاة بحراشف رمحية منتشرة وتكون
في أغلب الأحيان معقوفة إلى الخلف، تنمو في المناطق الجافة السفلى من منطقة الغابات الجبلية وفي العراق وفي منطقة حوض
البحر الأبيض المتوسط.

## الفوائد الاقتصادية
تؤكل ثمارها ويستفاد من أقماع ثمارها وجذورها في صناعة دباغة
الجلود كما يستفاد من أحطابها وأخشابها في الوقود والتدفئة وتعتبر
ثمارها وأوراقها علفاً للماشية.